# Amar Bentoumi
Pour les articles homonymes, voir Bentoumi.
Amar Bentoumi, né le 26 décembre 1923 à Constantine d'une famille issue de Sidi Aïch (Béjaïa) et mort le 29 mars 2013  à Alger, est un avocat, militant de l'indépendance algérienne et homme politique algérien. Il est le premier ministre de la Justice, garde des sceaux, de l'Algérie indépendante.
Dans sa jeunesse, à Alger, il est tour à tour limonadier, cheminot, journalier. Il développe parfois une activité de syndicaliste.[réf. nécessaire]

## Le nationaliste
Il entre très tôt dans le mouvement nationaliste algérien, dès 1943 : « J’ai été recruté par Hocine Asselah, dirigeant de l’équipe de basket-ball du MCA. Dans la formation mouloudéenne, les deux arrières étaient Abdelmalek Temam et moi. En septembre 1943, j’ai participé à la première manifestation lors de l’Aïd el-Fitr. J’ai été arrêté en compagnie de Sid-Ali Abdelhamid et défendu par des avocats français. Au bac, j’avais obtenu une très bonne note en philo et me destinais à préparer une licence d’histoire, mais Asselah m’en a dissuadé. » « Fais du droit pour être l’avocat du parti. C’est ce que j’ai fait en prêtant serment le 10 juillet 1947 pour plaider toutes les affaires où le PPA était impliqué. Cela s’est passé au barreau d’Alger aux côtés de mes collègues Gonon, Ali Boumendjel et Hocine Tayebi. »

## L'insurgé
Après la Toussaint 1954, Amar devient l'un des avocats du FLN. Il est arrêté en février 1957 et incarcéré à Berrouaghia puis à Bossuet. « J’en étais devenu le responsable clandestin avec Cheikh Sahnoun comme muphti, aux côtés de Djennas, Kerbouche, Aroua, le Dr Belouizdad. » Il est ensuite libéré mais assigné à résidence ; il quitte alors clandestinement Alger sur le Sidi Ferruch. Il passe en Italie et rejoint à Rome Taïeb Boulahrouf. Puis il gagne Tunis, où il est accueilli par M'Hamed Yazid et Ben Khedda.
Au printemps 1959, Djllali M’barek, dirigeant du syndicat UGTA, lui demande de faire réapparaître L’ouvrier algérien. Ensuite, il est envoyé par Ferhat Abbas au Maroc, en soutien au nouveau gouvernement marocain. Depuis le Maroc, il reste en contact avec la Fédération de France du FLN. Il participe à la rédaction de la Charte de Tripoli.

## Le ministre
En 1962, au moment du cessez-le-feu, il est rapporteur de la commission justice des accords d'Évian, puis membre de la commission centrale du référendum pour l'indépendance. Ensuite il est nommé chef de cabinet de Rabah Bitat lors des derniers mois du GPRA avant d'être élu député d'Alger, le 22 juillet 1962 au sein de l'Assemblée Constituante. Il est enfin le premier ministre de la justice de l’Algérie indépendante dans le gouvernement d'Ahmed Ben Bella le 27 septembre 1962.

## Le juriste défenseur des droits de l'Homme
Non reconduit dans le second gouvernement Ben Bella, il est arrêté et est emprisonné dans le désert Algérien, auprès de Ferhat Abbas et bien d'autres pendant plus d'un an en 1963. Il reprend son métier d'avocat en 1965, avant de devenir bâtonnier d'Alger en 1971. Il est membre du comité de parrainage du Tribunal Russell sur la Palestine dont les travaux ont été présentés le 4 mars 2009.La dernière année de sa vie il s'attaquera violemment à Ben Bella qu'il accusera d'avoir dénoncé l'ensemble des membres de l'OS(Organisation spéciale) lors de son arrestation à la suite de l'attaque de la poste d'Oran. Il défendra Abane Ramdane comme militant intègre face aux tentatives de Ben Bella 
de salir sa mémoire.

## Sources
- La classe politique algérienne de 1900 à nos jours, dictionnaire biographique, Achour Cheurfi, 2001, Casbah editions  (ISBN 9961-64-292-9)

1. ↑  « Décès de Me Ammar Bentoumi, 1er ministre de la Justice de l’Algérie indépendante », APS, 29 mars 2013 (Lire en ligne).
2. ↑  Interview d'Amar Bentoumi : http://iferhounene.unblog.fr/2009/02/05/maitre-amar-bentoumi-pour-guerrir-lalgerie-laissons-parler-les-sages-bien-pensants-et-les-authentiques-nationalistes-et-non-les-hauts-salaries-corrompus/